# Eduard Nikolai von Middendorff
Eduard Nikolai von Middendorff (* 29. Novemberjul. / 11. Dezember 1840greg. in Sankt Petersburg; † 12. Mai 1903 in Berlin) war ein deutsch-baltischer Gutsbesitzer und Politiker.

## Leben
Eduard Nikolai von Middendorff wurde als Sohn des Gutsbesitzers und Professors Gottfried Woldemar von Middendorff (1787–1875) und dessen Frau Christine, geborene Wardrope-Forbes, (1806–1892) geboren. Er besuchte die Domschule zu Reval sowie die Gymnasien in den livländischen Orten Birkenruh und Dorpat.
Vom Sommersemester 1860 bis zum Sommersemester 1863 studierte er an der Kaiserlichen Universität Dorpat Chemie. 1863 wurde er Mitglied der Estonia. Vom Wintersemester 1863 bis zum Sommersemester 1864 studierte er am Polytechnikum Zürich Bauingenieurwesen. Weihnachten 1863 ernannte ihn die Baltica Zürich zum Ehrenmitglied. Das Ingenieurstudium setzte er zum Wintersemester 1864 am Polytechnikum Karlsruhe fort. Den Abschluss als Bauingenieur erlangte er zum Ende des Wintersemesters 1865.
Von 1867 bis 1874 war er als Ingenieur beim Bau verschiedener Eisenbahnstrecken in Russland tätig. 1868 wurde er Besitzer des väterlichen Gutes Pennijöggi (estnisch Penijõe) und 1875 des Gutes Kollo (estnisch Kolu) in Estland. 1880 wurde er Administrator der Güter der Großfürstin Katharina Michailowna Romanowa in Russland.
Von 1884 bis 1887 war er in der Folge Kreisgerichtsassessor, Hakenrichter, Glied der estländischen Kommission für Bauernangelegenheiten, Glied der estländischen adligen Kreditkasse und Glied der estländischen Budgetkommission.

## Privatleben
Seit 1875 war von Middendorff mit Henriette Freiin von Budberg, Tochter des estländischen Ritterschaftssekretärs Reinhold Freiherr von Budberg auf Wannamois (estnisch Vanamõisa), verheiratet. Aus der Ehe gingen drei Töchter hervor.